# Szczawin (Łódź)
Pour les articles homonymes, voir Szczawin.
Szczawin est une localité polonaise de la gmina et du powiat de Zgierz en voïvodie de Łódź.